# Бронепалубные крейсера типа «Ривер»
Бронепалубные крейсера типа «Ривер» — серия бронепалубных крейсеров 2-го класса британского королевского флота, построенная в 1880-х гг. XIX века. Являлись развитием типа «Линдер» (англ. Leander). Стали первыми британскими крейсерами принципиально нового типа, без парусного вооружения и с броневой палубой, продлённой на всю длину корабля. Названия получили в честь британских рек. Всего было построено 4 единицы: «Мерси» (англ. Mersey), «Северн» (англ. Severn), «Темз» (англ. Thames), «Форт» (англ. Forth). Также известны как тип «Мерси» (Мерсей), по названию головного корабля.
В дальнейшем британский флот заказал серию удешевлённых крейсеров типа «Ривер», известных как тип M или «Медея» (англ. Medea).

## Проектирование
Проект продолжил линию британских крейсеров 2-го класса, начатую «Ирисом». Непосредственная разработка велась на базе проекта «Линдер». Основными отличиями от прототипа стали: стальная броневая палуба, впервые простиравшаяся на всю длину корпуса, бронированная боевая рубка и полное отсутствие парусного вооружения.

## Конструкция

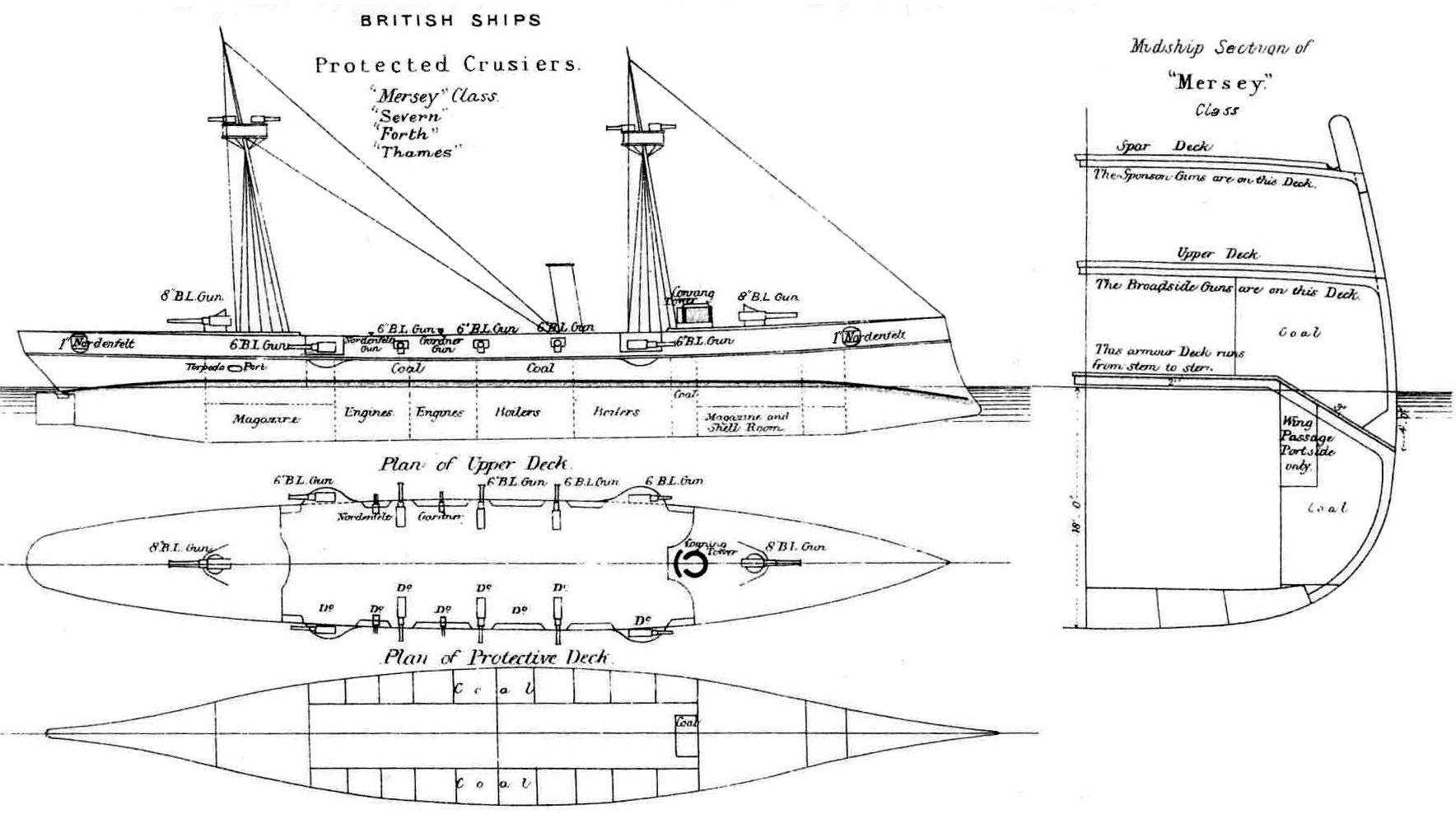
Крейсера типа «Ривер». Схема.

### Силовая установка
Запас угля 900 тонн. Для повышения максимального хода на них впервые было использовано искусственное дутье. Поле этого в британском флоте появились две скоростные характеристики: при нормальной нагрузке и при форсировке машин, когда все лишние отверстия в кочегарках закрывались, и в них создавалось искусственное избыточное давление, которое создается дутьевым вентилятором, увеличивавшее тягу в котлах. Дымосос не применяется.

## Служба
|          | заложен           | спущен              | вступил в строй   | судьба                          |
| -------- | ----------------- | ------------------- | ----------------- | ------------------------------- |
| «Мерси»  | 9 июля 1883 г.    | 31 марта 1885 г.    | в строю с 1887 г. | Продан на слом 4 апреля 1905 г. |
| «Северн» | 1 января 1884 г.  | 29 сентября 1885 г. | в строю с 1888 г. |                                 |
| «Темз»   | 14 апреля 1884 г. | 3 декабря 1885 г.   | в строю с 1888 г. |                                 |
| «Форт»   | 1 декабря 1884 г. | 23 октября 1886 г.  | в строю с 1889 г. |                                 |

## Оценка проекта
По меркам 1880-х гг., крейсера типа «Ривер» оценивались достаточно высоко. Скорость хода соответствовала тогдашним стандартам, силовая установка была надёжной, сами корабли хорошо управляемыми и мореходными. Несмотря на скромные размеры они считались хорошими артиллерийскими платформами. Крейсера сильно повлияли на военное кораблестроение. Все последующие проекты бронепалубных крейсеров (и не только в Британии) в отношении внутренней компоновки и защиты мало отличались от «Мерси».